# 青山秀夫
青山 秀夫（あおやま ひでお、1910年3月21日 - 1992年2月16日）は、日本の経済学者。学位は、経済学博士・社会学博士。京都大学名誉教授。
岡山県出身。岡山第一中学（現：岡山朝日高校）、旧制第六高等学校を経て、京都帝国大学経済学部を卒業。その後、京都大学経済学部教授・学部長、京都大学経済研究所所長、関西学院大学社会学部教授、摂南大学経営情報学部教授、同学部長などを歴任した。

## 業績
- 専門分野

1. 独占、不完全競争の理論的研究などのミクロ経済学
2. 経済変動理論の体系的研究
3. マックス・ヴェーバーの研究などの経済社会学
4. 資本主義経済ないし自由企業制度論。

- 高田保馬に師事し、門下には猪木武徳、森嶋通夫、馬場正雄、市村眞一、鎌倉昇、建元正弘、森口親司、真継隆など日本を代表する経済学者を多数輩出した。後に衆議院議長となる伊吹文明も門下生の一人で、青山の勧めにより大蔵省に入省した[2]。

## 略歴
- 1929年3月 第六高等学校卒業
- 1932年3月 京都帝国大学経済学部卒業
- 1946年7月 京都大学経済学部教授（1973年4月まで）
- 1951年11月 経済学博士（京都大学）
- 1959年1月 京都大学経済学部長（1960年1月まで）
- 1966年4月 京都大学経済研究所長（1971年12月まで）
- 1971年4月 理論・計量経済学会会長（1972年3月まで）
- 1973年4月 関西学院大学社会学部教授（1978年3月まで）
- 1978年3月 社会学博士（関西学院大学）
- 1981年8月 摂南大学教授（1987年3月まで）
- 1982年4月
  - 摂南大学経営情報学部長（1987年3月まで）
  - 勲二等旭日重光章
- 1984年12月 日本学士院会員
- 1992年2月 従三位

## 著書
- 独占の経済理論（1937年、日本評論社）
- 北欧学派（1941年、日本評論社）
- 近代国民経済の構造（1948年、白日書院）
- 経済変動理論の研究 第一巻（1949年、日本評論社）
- 経済変動理論の研究 第二巻（1951年、日本評論社）
- 経済理論の一般的基礎（1950年、日本評論社）
- マックス・ウエーバーの社会理論（1950年、岩波書店）
- 人としてのマックス・ウェーバー（1950年、有斐閣）
- マックス・ウエーバー――基督教的ヒューマニズムと現代 (1951年、岩波新書)
- 経済学入門（1952年、日本放送協会）
- ビジネスの擁護（1952年、創文社）
- 剣橋学派及び北欧学派の経済変動理論（1953年、創文社）
- 青山秀夫著作集 全6巻、別巻1巻（1999年、創文社）

### 訳書
- マックス・ウェーバー 一般社会経済史要論（上巻）（黒正巌共訳、1954年、岩波書店）
- マックス・ウェーバー 一般社会経済史要論（下巻）（黒正巌共訳、1955年、岩波書店）
- E.H.チェンバリン 独占的競争の理論（1966年、至誠堂）

### 編書
- 日本経済と景気変動（1957年、創文社）
- 現代経済学（安井琢磨共編、1968年、日本経済新聞社）